# Stepnói (Novoselskoye, Novokubansk, Krasnodar)
Stepnói (del ruso: Степной) es un posiólok del raión de Novokubansk, en el krai de Krasnodar de Rusia. Está situado en las llanuras enmarcadas entre las vertientes septentrionales del Cáucaso Norte y la orilla occidental del río Kubán, 29 km al sur de Novokubansk y 176 km al este de Krasnodar. Tenía 8 habitantes en 2010.
Pertenece al municipio Novoselskoye.